# Jane Toppan
Jane Toppan (1854-1938), née Honora Kelley, est une tueuse en série américaine. Elle a avoué 31 meurtres en 1901. Elle a dit que son ambition était de tuer plus de gens qu’aucun autre homme ou femme.

## Jeunesse
Elle a été élevée à Lowell dans le Massachusetts dans une famille pauvre avec un passé de maladie mentale. En 1863, son père la place avec sa sœur dans un orphelinat de Boston où elles étaient destinées à être données à d’autres familles comme servantes (système de l'engagisme). Elle fut vite prise par Ann Toppan qui, bien qu’elle ne l’adopte jamais de façon officielle, lui donna son nom de famille. Au cours des années, elle grandit avec un sentiment amer envers sa mère adoptive, qui abusait des enfants, et sa sœur adoptive, Elizabeth, qui était chérie de la famille. Elle continua néanmoins de vivre avec elles bien après qu’elle fut officiellement libérée de ses services en 1874.

## Meurtres
En 1885, Toppan débuta sa formation pour devenir infirmière à l’hôpital de Cambridge dans le Massachusetts. Durant ses années de résidence, elle utilisa ses patients comme cobayes dans des expérimentations avec de la morphine et de l’atropine ; elle changeait les dosages prescrits pour voir ce que cela ferait sur leur système nerveux. Elle passait beaucoup de temps seule avec ces patients, leur faisant de faux diagrammes et les médicamentant pour les faire passer de la conscience à l'inconscience et même se mettre au lit avec eux. On ne sait pas si des activités sexuelles ont eu lieu lorsque ses victimes étaient dans cette phase, mais lorsqu’on lui demanda après son arrestation, Jane Toppan répondit qu’elle obtenait un tressaillement sexuel des patients près de la mort, revenant à la vie puis mourant à nouveau. Toppan administrait un mélange de drogue aux patients qu’elle avait choisis comme victimes, se couchait avec eux dans le lit et les tenait près de son corps alors qu’ils mouraient. Cela est très rare pour des tueuses en série, qui tuent généralement pour le gain financier et non pour des tressaillements sexuels. Elle fut néanmoins recommandée pour le prestigieux Hôpital Général du Massachusetts en 1889 ; là, elle fit d’autres victimes, mais fut vite congédiée pour avoir prescrit des opiacés avec insouciance. Elle commença alors une carrière en tant qu’infirmière privée, laquelle prospéra malgré des plaintes pour vols.
Elle commença sa suite d’empoisonnements en 1895 en tuant ses employeurs. En 1899, elle tua sa sœur adoptive Elizabeth avec une dose de strychnine.
En 1901, Jane Toppan emménagea avec le vieillard Alden Davis et sa famille au Cataumet pour prendre soin de lui après la mort de sa femme (que Jane Toppan avait elle-même assassinée). En quelques semaines, elle tua Davis et deux de ses filles. Elle emménagea alors dans sa ville natale, et chercha à vivre avec le mari d'Elizabeth (sa sœur adoptive qu'elle avait déjà tuée),  l’empoisonnant lui aussi afin de justifier sa présence à son chevet. Elle s’empoisonna elle-même pour susciter sa sympathie. La ruse ne fonctionna pas, et il la mit dehors.
À la suite de cela, les membres survivants de la famille Davis ordonnèrent un examen toxicologique sur la fille cadette de Alden Davis. Le rapport mit en évidence qu’elle avait été empoisonnée, ainsi les autorités locales saisirent la police en vue de faire interpeller Jane Toppan. Le 26 octobre 1901, elle fut arrêtée pour meurtre.
En 1902, elle avait avoué 11 meurtres. Le 23 juin, au tribunal du comté de Barnstable, elle fut jugée non coupable pour cause de folie et fut internée à vie à l’hôpital psychiatrique de Taunton jusqu'à sa mort le 29 octobre 1938.
Peu après le procès, un journal de William Randolph Hearts, le New York Journal, publia ce qui était censé être la confession de Toppan à ses avocats où elle disait avoir tué plus de 31 personnes, et qu’elle voulait que le jury la juge comme folle pour qu’elle puisse avoir une chance d’être libérée. Que cela ait été la vraie intention de Toppan ou non n’est pas connu, mais elle resta néanmoins à l'hôpital psychiatrique pour le restant de ses jours.

## Portraits fictifs
Toppan a librement inspiré le personnage de l'infirmière tueuse en série, Ada, dans la nouvelle " l'Ange de la Mort" de Linné Lharsson éditée aux éditions Ska en 2014. Comme Toppan, Ada expérimente les effets de l'atropine et de l'adrénaline sur ses victimes. La psychologie de la perversité criminelle est ici explorée.
Toppan est souvent perçue comme ayant été l’inspiration pour « The Incomparable Bessie Denker », un personnage dans le roman The Bad Seed de William March, adapté en pièce de théâtre et film à succès par Maxwell Anderson. Comme Toppan, Denker était une empoisonneuse en série qui commença à tuer très jeune.
Dans le film indépendant American Nightmare (2002), écrit et dirigé par John Keyes, l'actrice Debbie Rochon incarne une meurtrière nommée « Jane Toppan » qui arrive à tuer plusieurs personnages au cours du film de différentes manières. Son personnage est aussi employé en tant qu’infirmière, comme mentionné au début du film. Ce personnage fut inspiré par la vraie Jane Toppan, mais sa méthodologie de meurtre diffère complètement et le film n’est pas une biographie.

## Sources
- Lane, Brian and Gregg, Wilfred - L’encyclopédie des tueurs en série (1995)